# مایکل مز
مایکل مز (دانمارکی: Michael Maze؛ زادهٔ ۱ سپتامبر ۱۹۸۱) بازیکن تنیس روی میز اهل دانمارک است.
او در مسابقات کشوری و بین‌المللی در مجموع برنده ۲ مدال طلا، ۱ مدال نقره، ۳ مدال برنز شده‌است.